# Sud Communication
Sud Communication était un groupe de médias français basé à Castres, propriété personnelle de Pierre Fabre, fondateur et propriétaire des laboratoires pharmaceutiques Fabre et créé en 1998. Le groupe s’est désengagé de ses activités média en vendant Sud Radio et plusieurs titres de presse locale en 2013.
La direction de Sud Communication était assurée par Pierre-Yves Revol.
La société, fortement déficitaire, a été radiée du registre du commerce et des sociétés le 16 septembre 2013.

## Participations récentes

### Médias de l'image
- Digivision, société du production audiovisuelle avec laquelle le groupe Sud Ouest s'est associé pour lancer la chaîne de télévision TV7 Bordeaux.

### Presse écrite
- Groupe La Dépêche (La Dépêche du Midi), détenu à 6 %.
- Le Journal d'ici, hebdomadaire départemental (anciennement Tarn Infos).

### Métiers de l'édition
- Éditions Privat, actionnaire majoritaire. L'éditeur édite notamment des livres destinés aux pharmaciens.
- Art & Caractère (anciennement Société de l'imprimerie artistique) à Lavaur, Tarn.

## Anciennes participations

### Médias de l'image
- Sipa Press, agence de presse photographique rachetée en 2001 et revendu en juillet 2011 à l'allemande DAPD[2].

### Presse écrite
- Groupe Midi libre (Midi libre), détenu à 15 %, part revendue au groupe La Vie-Le Monde en 2005, puis au Groupe Sud Ouest en 2007[3].

- En juin 2013, le groupe vend 7 journaux du groupe L'Éveil au groupe Centre-France[4],[5] dont :
  - La Gazette de la Loire, hebdomadaire départemental basé à Saint-Étienne.
  - Le Réveil du Vivarais, hebdomadaire départemental basé à Annonay dans l'Ardèche.
  - Massif central, magazine bimestriel basé à Clermont-Ferrand.
  - L'Éveil de la Haute-Loire, quotidien régional racheté en 1996 à Louis Rabaste.

- Valmonde, groupe de presse qui édite l'hebdomadaire Valeurs actuelles, le mensuel Le Spectacle du monde (jusqu'en juillet 2014) et trimestriel Jours de Chasse, détenu à 66,66 % depuis janvier 2006, Dassault Communication détenant les 33,34 % restants. En décembre 2007, Dassault Communication cède sa part restante (selon l'accord convenu en janvier 2006). Le groupe Pierre Fabre cède en 2015 le groupe à Pininvest Médias, appartenant à Iskandar Safa, associé à Étienne Mougeotte et Charles Villeneuve[6].

### Radio
- Sud Radio, acquise en 1988, et Wit FM, acquise en 1989, codétenu à 25 % avec Bayard d'Antin (RTL) sont toutes deux revendues à la société Sudporters contrôlée par le groupe orléanais Start et codétenu avec Alouette des Herbiers et Scoop de Lyon ainsi que la société FEDERI en octobre 2005[7].
- RMC, acquise en 1998 et revendue en 2000.